# Ksawery Szymon Działyński
Ksawery Szymon Tadeusz Działyński herbu Ogończyk (ur. 24 października 1756 w Konarzewie, zm. 13 marca 1819 tamże) – senator-wojewoda Księstwa Warszawskiego i Królestwa Polskiego; w 1807 członek Komisji Rządzącej Księstwa Warszawskiego.

## Życiorys
Był synem Augustyna (wojewody kaliskiego) i Anny z Radomickich (córki Jana Antoniego Radomickiego, wojewody inowrocławskiego). W 1782 r. otrzymał Order św. Stanisława i po raz pierwszy posłował na sejm z województwa poznańskiego. W 1786 r. król pruski Fryderyk Wilhelm II, na którego koronację udał się z deputacją hołdowniczą, nadał mu tytuł hrabiowski i szambelaństwo. Był posłem na sejm w 1786 r., w 1788 roku był posłem ziemi wschowskiej na Sejm Czteroletni. Brał udział w pracach nad Konstytucją 3 Maja, ale nie odgrywał znaczącej roli w stronnictwie patriotycznym. Wybrany ze stanu rycerskiego sędzią Sejmu Czteroletniego w 1788 roku. 29 kwietnia 1791 roku przyjął obywatelstwo miejskie w ratuszu Starej Warszawy. 2 maja 1791 roku podpisał asekurację, w której zobowiązał się do popierania projektu Ustawy Rządowej. Został wyróżniony Orderem Orła Białego.
W okresie insurekcji kościuszkowskiej członek Tymczasowej Dyrekcji Biletów Skarbowych i dyrektor bezpłatny Dyrekcji Biletów Skarbowych, wchodził w skład Rady Zastępczej Tymczasowej, gdzie zajmował się problematyką regulacji monety. W czerwcu 1794 wyjechał do Poznania, był więziony przez władze pruskie w Spandau. Zwolniony w następnym roku, zajmował się głównie sprawami gospodarczymi swoich dóbr. Udało mu się wyprocesować Kórnik. Jako pierwszy zarządził w Konarzewie powszechne szczepienie przeciw ospie.
Powrócił do działalności politycznej w 1806. W tym roku udał się z deputacją do Berlina, gdzie przemawiał do odnoszącego sukcesy militarne Napoleona. Od 14 stycznia 1807 był członkiem Komisji Rządzącej Księstwa Warszawskiego; zajmował się sprawami ekonomicznymi. Wkrótce został mianowany senatorem-wojewodą. Jako senator obecny był na Sejmie 1809 roku. Reprezentował Księstwo Warszawskie na ślubie Napoleona z Marią Ludwiką (1811).
Po upadku Napoleona pozostał senatorem, już w Królestwie Polskim. Wycofał się z działalności politycznej; skoncentrował się na problematyce gospodarczej Wielkiego Księstwa Poznańskiego. Szczególną uwagę poświęcał sprawom uwłaszczenia chłopów, propagował edukację rolniczą.
Z małżeństwa z Justyną z Dzieduszyckich miał syna Tytusa i trzy córki – Paulinę (zamężną Dzieduszycką), Klaudynę (zamężną Potocką) i Gabrielę.

## Odznaczenia
- 1783 – polski Order Świętego Stanisława[8]
- 1786 – rosyjski Order Świętej Anny[8]
- 1791 – polski Order Orła Białego[8]
- 1807 – francuski Krzyż Wielki Orderu Legii Honorowej[8]
- 1816 – pruski Krzyż Wielki Orderu Orła Czerwonego[8]